# Carlos Nascimento (journaliste)
Pour les articles homonymes, voir Carlos Nascimento et Nascimento.
Carlos Nascimento, né le 5 décembre 1954 à Dois Córregos, est un journaliste et un présentateur de journal télévisé brésilien. Il présente depuis 2006 le Jornal do SBT, le journal nocturne de SBT, l'une des principales chaînes de télévision brésiliennes.